# Gouvernorat de Nabatieh
Le gouvernorat de Nabatieh est une subdivision administrative située au sud du Liban. Sa superficie est de  1 058 km2 et sa population de 316 000 habitants dont 16,3 % de chrétiens. Sa capitale est la ville de Nabatieh.

## Présentation
Le gouvernorat est divisé en quatre districts :
- District de Nabatieh
- District de Marjayoun
- District de Hasbaya
- District de Bint-Jbeil